# Метеорологічний супутник

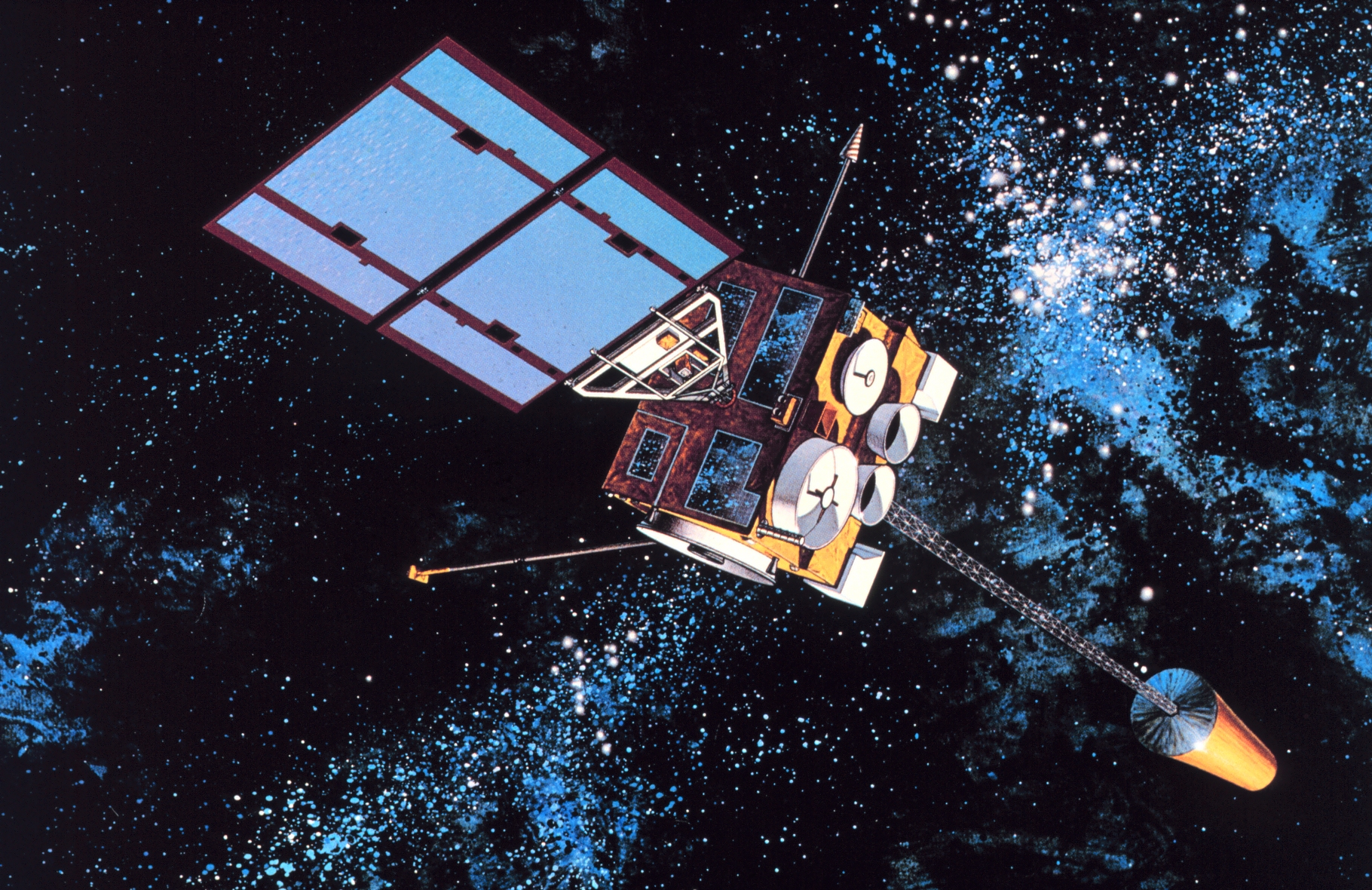
Американський метеорологічний супутник GOES-8

Метеорологíчний супýтник — штучний супутник Землі, в програму роботи якого входить фотографування хмарності і інші спостереження за станом нижнього шару атмосфери.
Метеорологічний супутник створюють для отримання з космосу метеорологічних даних про Землю, які використовуються для прогнозу погоди.
Супутники цього типу несуть на борту прилади, за допомогою яких спостерігають зокрема за температурою поверхні Землі і хмарним, сніговим і льодовим покривом. Методи отримання метеоінформації і способи її обробки за допомогою метеосупутників вивчає супутникова метеорологія.